# Tera Computer
Die Tera Computer Company wurde 1987 von  James Rottsolk und Burton Smith in Washington, D.C. gegründet, um Hard- und Software zum Hochleistungsrechnen (Supercomputer) zu entwickeln. 1988 wurde der Sitz nach Seattle verlegt. 
Im Jahr 2000 kaufte Tera Computer das Unternehmen Cray Research von SGI und benannte sich in Cray Inc. um.